# Reitnau
Reitnau (schweizerdeutsch: ˈrɛitːˌnɔu) ist eine Einwohnergemeinde im Schweizer Kanton Aargau. Sie gehört zum Bezirk Zofingen, liegt im oberen aargauischen Suhrental und grenzt an den Kanton Luzern. Seit einer Gemeindefusion am 1. Januar 2019 umfasst die Gemeinde auch das zuvor eigenständige Dorf Attelwil.

## Geographie
Die Gemeinde besteht aus vier Ortsteilen, deren Bebauung locker zusammengewachsen ist. Am Westrand der weitgehend flachen Talebene befindet sich das Unterdorf, Attelwil rund einen Kilometer nördlich davon. Oberdorf und Hubel liegen rund 40 Meter erhöht auf einer lang gestreckten Seitenmoräne, die während der Würmeiszeit beim Rückzug des Reussgletschers entstand. Die Suhre bildet die östliche Gemeindegrenze. Der Fluss wurde Mitte der 1920er Jahre begradigt, der ausgedehnte Sumpf in der Ebene trockengelegt. Westlich der Moräne erheben sich zahlreiche Hügel; von Nord nach Süd sind dies der Hornig (643 m ü. M.), das Tannholz (679 m ü. M.), der Bluemisweg (652 m ü. M.), die Stockrüti (673 m ü. M.), der Birch (672 m ü. M.) und der Lügisried (687 m ü. M.). Diese Hügel fallen steil ins Uerkental an der Kantonsgrenze ab.
Die Fläche des Gemeindegebiets beträgt 802 Hektaren, davon sind 283 Hektaren bewaldet und 99 Hektaren überbaut. Der höchste Punkt befindet sich auf 687 Metern auf dem Lügisried, der tiefste auf 472 Metern an der Suhre. Nachbargemeinden sind Wiliberg im Nordwesten, Staffelbach im Norden, Moosleerau im Nordosten, die luzernischen Gemeinden Triengen im Süden und Osten sowie Reiden im Westen.

## Geschichte

Luftansicht (1953)

Verschiedene Fundgegenstände weisen auf eine Art Händlerdepot auf dem Birch während der Bronzezeit hin. Die erste urkundliche Erwähnung von Reitinowa erfolgte im Jahr 1045. Damals verkaufte der Graf von Lenzburg das Dorf und die Kirche an das Kloster Schänis. Der Ortsname stammt aus dem althochdeutschen Reitinouwa und bedeutet «wassernahes Land des Reito». In der Chronik des Johannes Stumpf aus dem Jahr 1548 ist zu lesen, dass in Reitnau ein Adelsgeschlecht gelebt habe, das in den Allgäu gezogen sei. Auf die Lenzburger folgten Im Jahr 1173 die Grafen von Kyburg. Nachdem diese ausgestorben waren, übten die Habsburger ab 1273 die Landesherrschaft und die Blutgerichtsbarkeit aus.
1415 eroberten die Eidgenossen den Aargau. Reitnau gehörte nun zum Untertanengebiet der Stadt Bern, dem so genannten Berner Aargau. Das Dorf bildete einen eigenen Gerichtsbezirk im Amt Lenzburg. Auch nach der Reformation von 1528 blieb das katholische Kloster Schänis Eigentümer der Kirche und ernannte bis 1785 den reformierten Pfarrer. Im März 1798 nahmen die Franzosen die Schweiz ein, entmachteten die «Gnädigen Herren» von Bern und riefen die Helvetische Republik aus. Seither gehört Reitnau zum Kanton Aargau. Der Kirchensatz wechselte 1807 vom Kloster Schänis in private Hände und gehört seit 1850 dem Kanton.
Um 1850 zählte das Dorf weit mehr als 1000 Einwohner. Wirtschaftliche Not zwang jedoch viele Reitnauer zur Auswanderung, hauptsächlich nach Übersee. Mehrere Jahrzehnte lang stagnierte die Bevölkerungszahl bei rund 850, seit Beginn der 1990er Jahre hat sie jedoch aufgrund verstärkter Bautätigkeit um über einen Viertel zugenommen. In einer Volksabstimmung am 26. November 2017 wurde die Eingemeindung von Attelwil beschlossen, das Ergebnis lautete 340 Ja zu 65 Nein.

## Sehenswürdigkeiten
Von der ersten, im romanischen Stil erbauten Kirche sind einige Mauerreste erhalten geblieben, die 1948 freigelegt wurden. Die neue Reformierte Kirche Reitnau im gotischen Stil entstand 1522, der neuromanische Kirchturm im Jahr 1900. Die Glasmalereien an den Kirchenfenstern stammen ebenfalls von 1522 und nehmen Bezug auf die Stifter des Neubaus (das Kloster Schänis sowie die Städte Bern und Luzern). Das Pfarrhaus ist ein spätgotisches Gebäude aus dem Jahr 1616.
Das Gutenberg-Museum, 2016 im Untergeschoss der Druckerei Altherr eröffnet, zeigt den mehrere Jahrhunderte dauernden Wandel der Buchdruckkunst.

## Wappen
Die Blasonierung des Gemeindewappens lautet: «In Blau auf grünem Dreiberg rot bewehrter weisser Reiher.» Die Gemeindesiegel von 1811 und 1872 zeigten einen Hahn; dieser wurde jedoch vor 1915 durch einen Reiher ersetzt, der die einst ausgedehnten Sumpfflächen an der Suhre symbolisiert.

## Bevölkerung
Die Einwohnerzahlen entwickelten sich wie folgt (ohne Attelwil):
| Jahr      | 1764 | 1850 | 1900 | 1930 | 1950 | 1960 | 1970 | 1980 | 1990 | 2000 | 2010 | 2020 |
| Einwohner | 461  | 1082 | 812  | 849  | 915  | 850  | 854  | 884  | 904  | 1143 | 1219 | 1519 |

Am 31. Dezember 2023 lebten 1627 Menschen in Reitnau, der Ausländeranteil betrug 12 %. Bei der Volkszählung 2015 bezeichneten sich 55,3 % als reformiert und 19,2 % als römisch-katholisch; 25,5 % waren konfessionslos oder gehörten anderen Glaubensrichtungen an. 94,0 % gaben bei der Volkszählung 2000 Deutsch als ihre Hauptsprache an und 1,4 % Albanisch.

## Politik und Recht

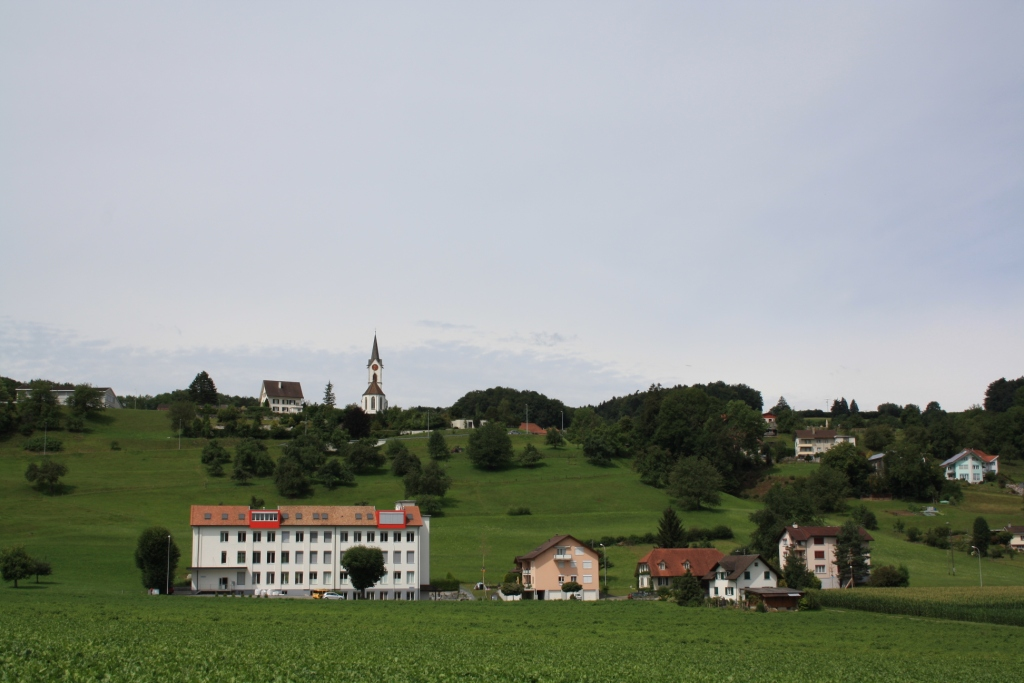
Aussicht zum Oberdorf

Die Versammlung der Stimmberechtigten, die Gemeindeversammlung, übt die Legislativgewalt aus. Ausführende Behörde ist der fünfköpfige Gemeinderat. Er wird im Majorzverfahren vom Volk gewählt, seine Amtsdauer beträgt vier Jahre. Der Gemeinderat führt und repräsentiert die Gemeinde. Dazu vollzieht er die Beschlüsse der Gemeindeversammlung und die Aufgaben, die ihm vom Kanton zugeteilt wurden. Für Rechtsstreitigkeiten ist in erster Instanz das Bezirksgericht Zofingen zuständig. Reitnau gehört zum Friedensrichterkreis XVI (Zofingen).

## Wirtschaft
In Reitnau (inkl. Attelwil) gibt es gemäss der im Jahr 2015 erhobenen Statistik der Unternehmensstruktur (STATENT) rund 620 Arbeitsplätze, davon 17 % in der Landwirtschaft, 42 % in der Industrie und 41 % im Dienstleistungsbereich. An Industriebetrieben finden sich unter anderem eine Druckerei und eine Fabrik für Verpackungsmaschinen. Früher wurden auch Regenmäntel und Bally-Schuhe hergestellt. Die meisten Erwerbstätigen sind Wegpendler und arbeiten im unteren Suhrental oder in der Region Aarau.
Seit Juni 2011 besteht in Reitnau das gemeinsame externe Lager der schweizerischen Kernkraftwerke, dessen Einrichtung die Aufsichtsbehörde ENSI nach der Nuklearkatastrophe von Fukushima verlangt hatte. Darin sind Pumpen, Notstromaggregate, Schläuche, Treibstoff und weiteres Material eingelagert, die im Bedarfsfall mit Super-Puma-Helikoptern der Schweizer Luftwaffe zum Einsatzort geflogen werden können.

## Verkehr
Reitnau liegt an der Kantonsstrasse 325 zwischen Schöftland und Knutwil. Die Hauptstrasse 24 zwischen Aarau und Sursee verläuft einen Kilometer östlich des Dorfes. Die Anbindung an den öffentlichen Verkehr erfolgt durch eine Postautolinie von Schöftland über Reitnau zum Bahnhof Sursee.

## Bildung
Die Gemeinde verfügt über einen Kindergarten und ein Schulhaus, in dem die Primarschule unterrichtet wird. Die Realschule und die Sekundarschule können in Staffelbach besucht werden, die Bezirksschule in Schöftland. Das nächstgelegene Gymnasium ist die Kantonsschule Zofingen.

## Motorsport
Ab 1965 führte der Automobil Club der Schweiz (ACS) das «Bergrennen Reitnau» durch. Dieses Motorsport-Bergrennen fand jeweils Ende Juni statt und lockte in den Spitzenjahren mehr als 12'000 Zuschauer an. In verschiedenen Kategorien konnten sich Rennfahrer auf einer steil ansteigenden und kurvenreichen Strecke vom Dorfzentrum zum Berghof messen. Nachdem die Rennen wegen der COVID-19-Pandemie dreimal in Folge ausgefallen waren, gab der ACS im November 2022 bekannt, künftig auf die Durchführung zu verzichten, da nicht mehr genügend finanzielle Mittel zur Verfügung gestellt werden könnten.

## Persönlichkeiten
- Susanne Hochuli (* 1965), Regierungsrätin